# Parafia św. Bartłomieja Apostoła w Leszczyńcu
Parafia Św. Bartłomieja Apostoła w Leszczyńcu – parafia rzymskokatolicka wparafia rzymskokatolicka w dekanacie Kamienna Góra Zachód w diecezji legnickiej. Jej proboszczem jest ks. Jan Daniel. Obsługiwana przez księży diecezjalnych. Erygowana 1 stycznia 1593 r.

## Historia parafii

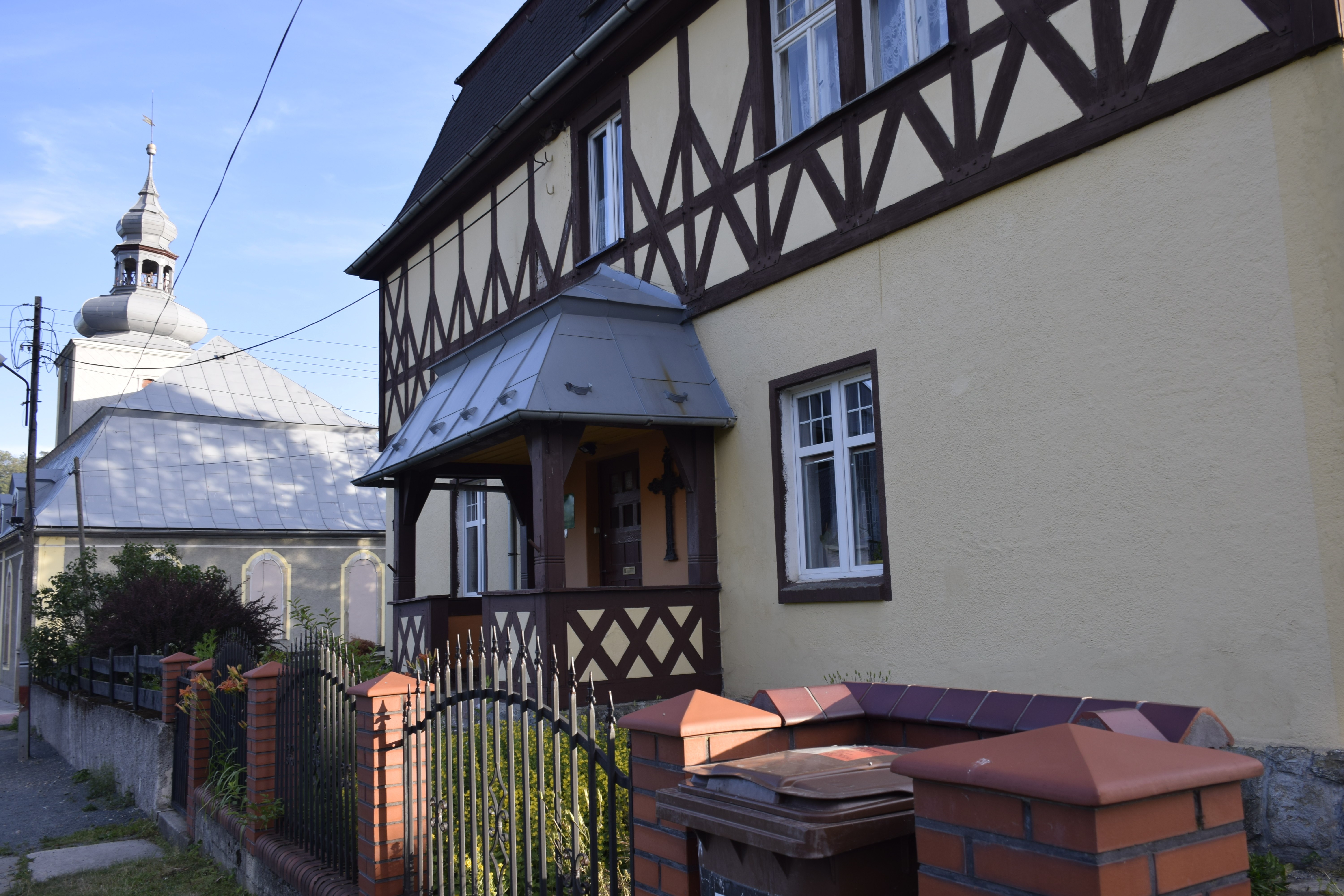
Plebania (po prawej)

Droga od Przełęczy Kowarskiej po wejściu w Kotlinę Kamiennogórską przebiega kilkanaście kilometrów przez parafię Leszczyniec. Najpierw z lewej strony rozciąga się Ogorzelec, następnie Leszczyniec i Szarocin. Te trzy wioski tworzą obecnie parafię św. Bartłomieja w Leszczyńcu.
Od pierwszego wspomnienia w 1349 r. ciągle w nazwie Haselbach powtarza się człon Hasel. W 1945 r. nazywano tę miejscowość Lesznica, Leśnica i od 1946 r. utrwaliła się nazwa Leszczyniec.
Zajmuje ona 713 ha powierzchni i posiada dwa kościoły. Stary kościół katolicki p.w. św. Bartłomieja zbudowany w 1593 r. i późniejszy – poewangelicki z lat 1751-1754. Przy kościele św. Bartłomieja skupiali się katolicy i jako mater adiuncta włączeni byli do Miszkowic odległych 15 km. W XIX w. rezydował w Leszczyńcu kapłan, który na prawach lokalisty obsługiwał nie tylko Leszczyniec i sąsiadujące wioski, ale również kościół św. Mateusza w Starej Białce z przylegającymi miejscowościami.
Świątynia w Leszczyńcu skupiała wiernych katolików mieszkających w Ogorzelcu, Szarocinie i Czarnowie wraz z dołączonymi do nich po 1945 r. przysiółkami Evental – Moritzfelde, Hohenwaldau i kolonią Grundhauser, które po drugiej wojnie światowej nie otrzymały własnych nazw w języku polskim. Zagubiona wśród lasów i gór wioska Rohrsdorf – wcześniej Wüsterôhrsdorf – Rędziny, gdzie w latach 30. XX w. nie było ani jednego katolika, przypisana do parafii Miedzianka, znalazła się później na mapie w granicach parafii Leszczyniec.
Ogorzelec – Dittersbach Stadt wcześniej nazwany Połowice, Datowice zajmuje 751 ha powierzchni, z czego ponad połowę pokrywają lasy. Był dobrze zaludniony, skoro w 1840 r. miał 826 mieszkańców. Obecnie mieszka tam ponad 500 osób.
Szarocin – Sorotindorf alio nomine Pfafindorf, w 1945 r. Sorocin i od 1946 r. Szarocin jest nieznacznie mniejszy od Leszczyńca czy Ogorzelca. Jego powierzchnia dochodzi do 669 ha, a liczba mieszkańców w 1840 r. osiągnęła stan 698 osób. Po 1945 r, zawsze przekracza 500.

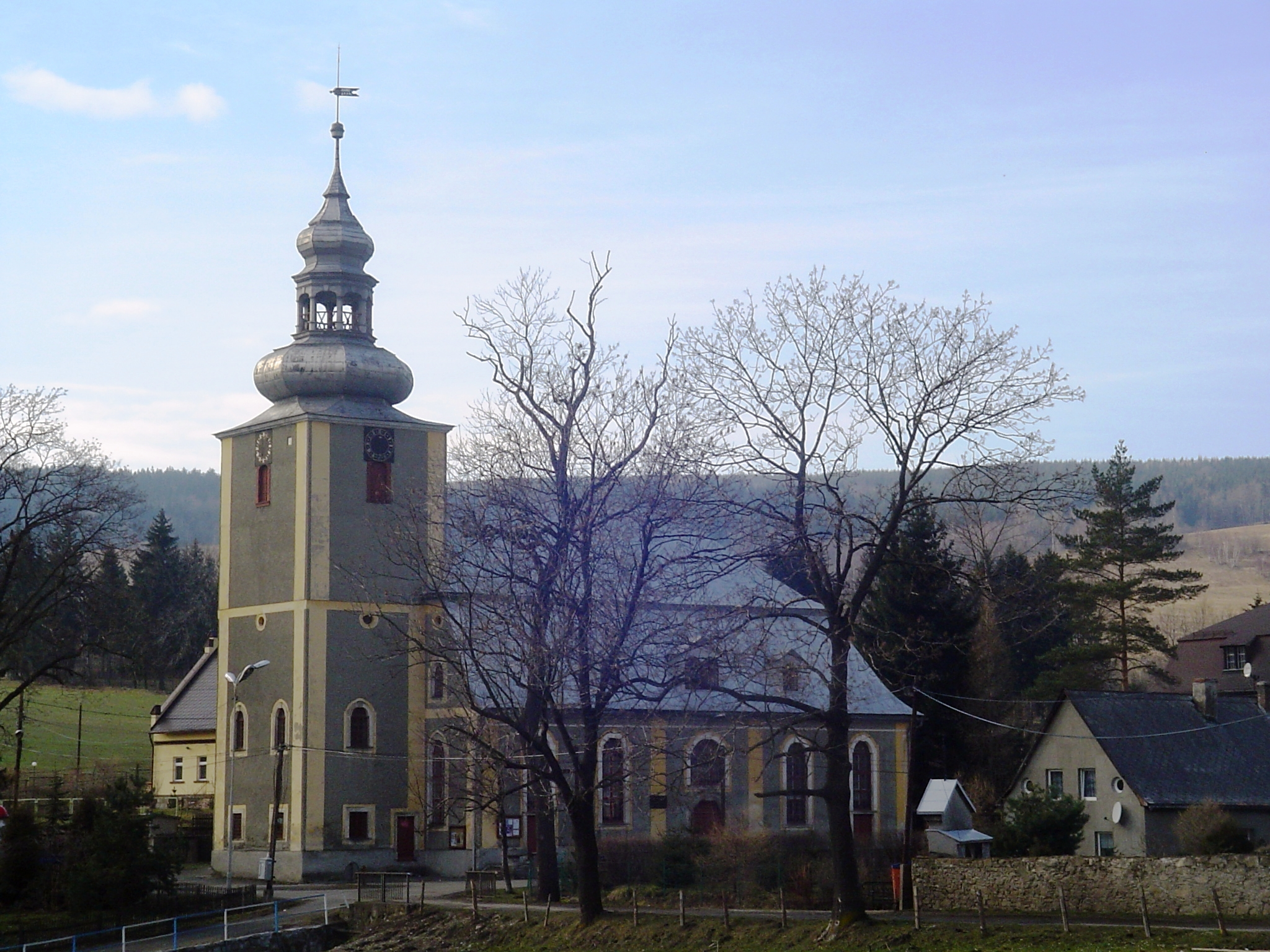
Kościół św. Jana Nepomucena Męczennika w Leszczyńcu

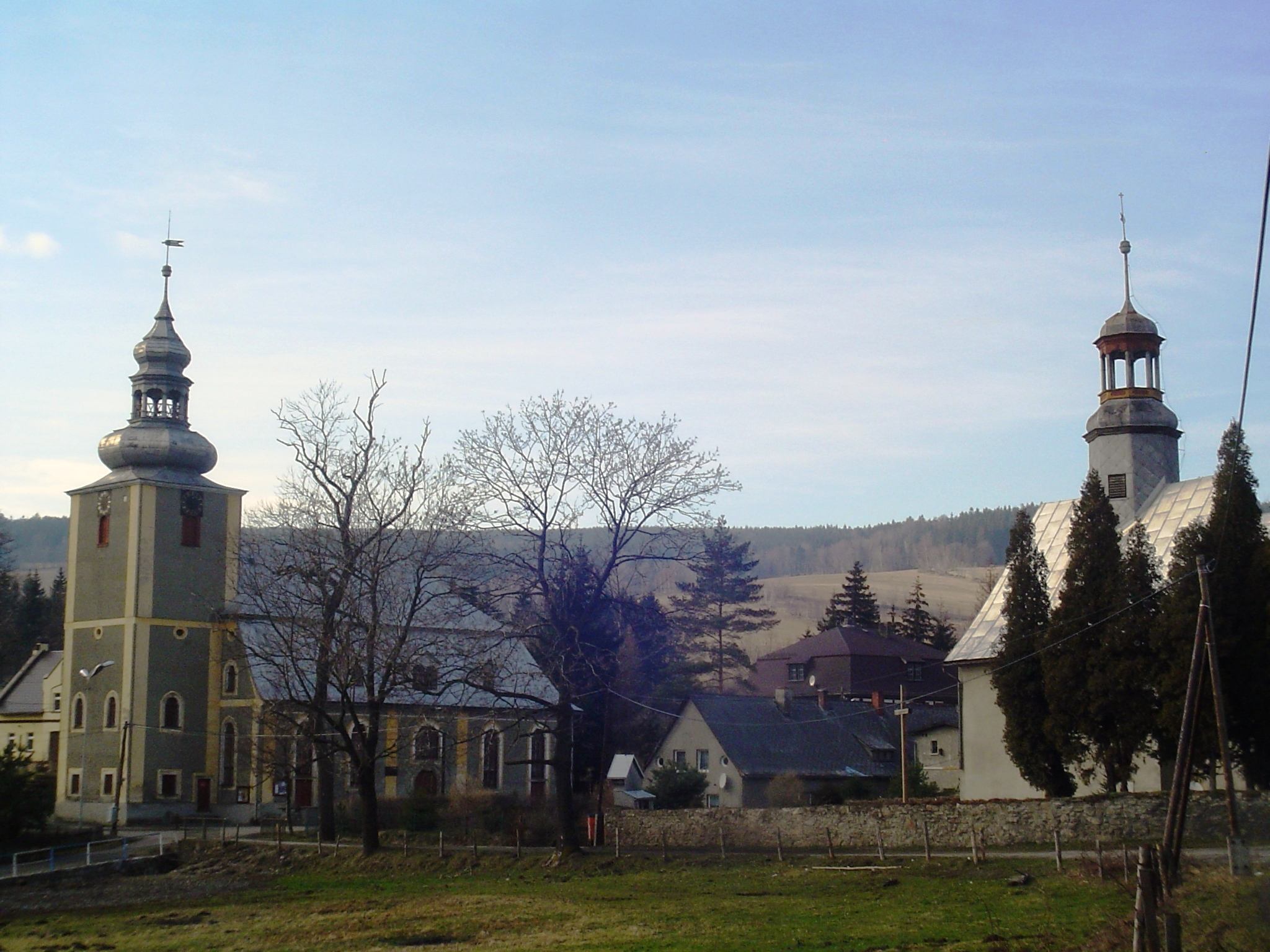
Dwa kościoły w Leszczyńcu

Parafia Leszczyniec po 1945 r. w znacznym stopniu zmieniła swe granice. Stara Białka weszła w skład parafii Lubawka, a przy Leszczyńcu pozostało kilkanaście osób z Nowej Białki. Teren parafii przesunął się w kierunku Kamiennej Góry przez oddanie proboszczowi w trwałą obsługę Rędzin, Pisarzowic i Raszowa. Do Leszczyńca został skierowany w 1946 r. ks. Teofil Patynek, jako wikariusz współpracownik, natomiast na ewangelickiej plebanii w Rędzinach zamieszkał w poł. 1947 r. ks. Franciszek Madeja, który poprzednio jako kapłan Zgromadzenia Misjonarzy św. Wincentego a Paulo pełnił w dekanacie żagańskim obowiązki powiatowego wikariusza współpracownika. Gdy jesienią 1947 r. ks. Teofil Patynek wyjechał z Leszczyńca, parafię otrzymał w zarząd ks. Franciszek Madeja. Obejmowała ona w tym czasie Leszczyniec, Czarnów, Nową Białkę, Ogorzelec i Szarocin oraz dwie miejscowości z kościołami filialnymi: Pisarzowice i Rędziny. Nieco później dołączono jeszcze trzecią filię Raszów. Taka lokalia z trzystoma wiernymi stała się dużą parafią obejmującą ponad 3000 katolików skupiających się w czterech świątyniach. Na miejscu w Leszczyńcu kościół katolicki p.w. św. Bartłomieja był zbyt mały i po wyjeździe protestantów przejęto ich świątynię zbudowaną w latach 1751-1754. Kościół katolicki stojący na zamkniętym cmentarzu katolickim ks. Bogdan Kaczorowski (1981-1990) gruntownie wyremontował i przygotował do użytkowania w dni powszednie. W Rędzinach – Wiisterórsdorf nie było katolickiego kościoła, więc przystosowano do kultu po ewangelicką świątynię poświęconą w 1850 r. Na mieszkanie proboszcza przeznaczono pastorówkę w Leszczyńcu, będącą w znacznie lepszym stanie niż katolickie probostwo. Nie przejęto pastorówki w Rędzinach.
Rozległość terenowa o długości promienia przecinającego przestrzeń powiatu od granicy na Przełęczy Kowarskiej do styku z jego siedzibą w Kamiennej Górze, wierni gromadzący się w czterech kościołach na niedzielną Mszę św., oraz dzieci z sześciu szkół to uciążliwości dnia powszedniego, które musieli pokonywać duszpasterze. Zmęczeni pracą wnet prosili władzę diecezjalną o przeniesienie na łatwiejsze placówki. Ks. Franciszek Madeja duszpasterzował w Leszczyńcu trzy lata (1947-1950), ks. Franciszek Olszewski-Marszał – 5 lat (1950-1955), a najdłużej, bo 26 lat służył tej parafii na miarę sił i możliwości ks. Walerian Wojarski (1955-1981). W każdą niedzielę i święto odprawiano Mszę św. w Leszczyńcu i Pisarzowicach, a w Raszowie i Rędzinach wymiennie, co drugą niedzielę. Nie było świeckich katechetów, więc powstawały zaniedbania w nauczaniu religii i chrześcijańskim wychowaniu.
Przeprowadzający wizytację kanoniczną parafii w 1964 r., bp Wincenty Urban i ks. dr S. Turkowski widzieli możliwość ożywienia tej parafii przez podział terytorialny. Realizując plan skierowano do Leszczyńca w ramach ogólnych przenosin w 1968 r. ks. Bronisława Błaszczuka jako wikariusza z misją stworzenia nowej parafii w Pisarzowicach. Musiał pokonać wiele trudności, ale nie zawiódł. Działał jako duszpasterz samodzielnego ośrodka duszpasterskiego, który poprzez dekret erekcyjny został dn. 18 lutego 1972 r. ustanowiono parafię Pisarzowice.

## Zasięg parafii
Do parafii należą wierni z miejscowości: Leszczyniec, Ogorzelec i Szarocin.

## Proboszczowie po 1945 r.[13]
- 1. ks. Teofil Patynek 1946 – 1947
- 2. ks. Franciszek Madeja 1947 – 1950
- 3. ks. Franciszek Olszewski 1950 – 1955
- 4. ks. Walerian Wojarski 1955 – 1981 (ks. wik. Bronisław Błaszczuk 1968 – 1972 oddelegowany do utworzenia parafii w Pisarzowicach)
- 5. ks. Bogdan Kaczorowski 1981 – 1991
- 6. ks. Piotr Chorążyczewski 1991 – 1996
- 7. ks. Andrzej Białek 1996 – 2000
- 8. ks. Andrzej Wardawa 2000 – 2006
- 9. ks. Czesław Barczewski 2006 – 2024
- 10. ks. Jan Daniel 2024 -

## Powołania z parafii
- ks. Bronisław Piśnicki
- s. Iwona Szewczyk CSSE
- s. Jolanta Rogus FSK[14]

## Wspólnoty
- Liturgiczna Służba Ołtarza
- Wspólnota Żywego Różańca
- Rada parafialna

## Cmentarze
- Cmentarz komunalny w Leszczyńcu
- Cmentarz parafialny przy kościele w Leszczyńcu